# ملعب أكرون

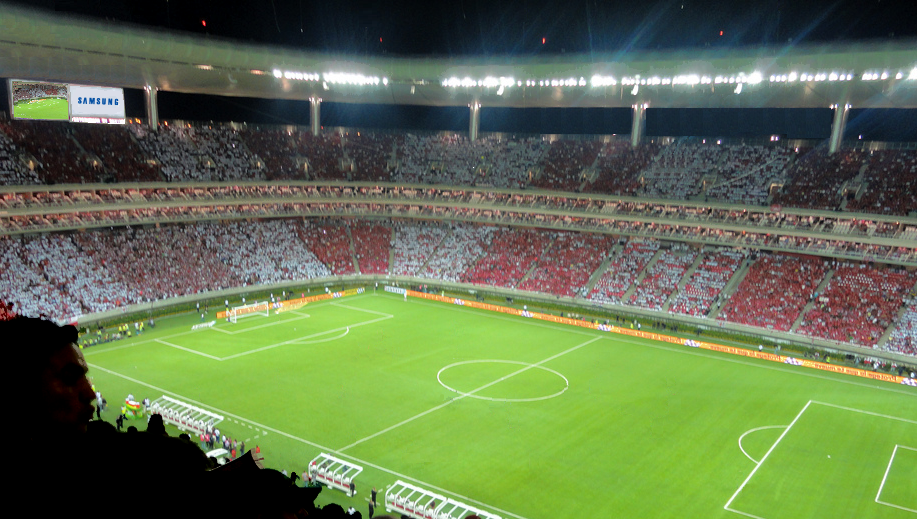

ملعب أكرون (بالإسبانية: Estadio Akron)، عرف سابقًا بملعب أومنيلايف (بالإسبانية: Estadio Omnilife) وملعب تشيفاس (بالإسبانية: Estadio Chivas)، هو ملعب كرة قدم في المكسيك وهو رابع أكبر ملعب في البلاد حيث تبلغ سعة الملعب 49850. احتضن الملعب عدة بطولات من بينها دورة الألعاب الأمريكية 2011 والمواجهة الأولى من نهائي كوبا ليبرتادوريس 2010. تسببت الأرضية الاصطناعية للملعب بجدلا كبير مما أثار انتقادات من العديد من اللاعبين. في افتتاحية الملعب واجه نادي تشيفاس غوادلاخارا نادي مانشستر يونايتد يوم 30 يوليو 2010. وقد فاز تشيفاس غوادلاخارا بالمباراة 3–2.

## وصلات خارجية
- الموقع الرسمي